# Phare Psitalia
Le phare Psitalia, également appelé Phare nisis Psitalia est situé sur l'île Psitalia dans le port du Pirée, dans le golfe Saronique en Grèce. Il est achevé en 1856.

## Caractéristiques
Le phare est une tour cylindrique de pierres accolée à la maison du gardien. Il s'élève à 47 mètres au-dessus des eaux du port du Pirée.

## Codes internationaux
- ARLHS[2] : GRE-115
- NGA : 15376
- Admiralty[3] : E 4170

## Source
(en) [PDF] List of lights radio aids and fog signals - 2011 - The west coasts of Europe and Africa, the mediterranean sea, black sea an Azovskoye more (sea of Azov) (la liste des phares de l'Europe, selon la National Geospatial - Intelligence Agency)- Version 2011 - National Geospatial - Intelligence Agency - p. 266

## Lien connexe
Le Pirée